# Bent Jensen
Bent Jensen (Odense, 6 giugno 1947) è un ex calciatore danese, di ruolo attaccante.

## Carriera

### Club
Ha giocato nelle prime divisioni di Danimarca, Francia, Germania e Austria. Inoltre ha segnato più di 100 reti in carriera, la maggior parte in patria (82).

### Nazionale
Ha giocato per 4 anni in Nazionale segnando 13 gol in 20 presenze.

## Palmarès

### Club

#### Competizioni nazionali
- 2. Division: 1

B 1913: 1967